# کاروان پیکچرز
کاروان پیکچرز (انگلیسی: Caravan Pictures)؛ از جمله شرکت‌های زیرمجموعهٔ استودیوهای والت دیزنی بود و توسط راجر برنبام و جو روث در ۱۹۹۲ میلادی راه‌اندازی شد.

## برخی آثار قابل توجه کاروان پیکچرز
| نام               | تاریخ انتشار   | محصول مشترک با    | بودجه میلیون دلار | فروش (دلار) |
| ----------------- | -------------- | ----------------- | ----------------- | ----------- |
| سه تفنگدار        | ۱۲ نوامبر ۱۹۹۳ | والت دیزنی پیکچرز | ۱۷                | ۵۳٬۸۹۸٬۸۴۵  |
| وقتی تو خواب بودی | ۲۱ آوریل ۱۹۹۵  | هالیوود پیکچرز    | ۱۷                | ۱۸۲٬۰۵۷٬۰۱۶ |
| مترو              | ۱۷ ژانویه ۱۹۹۷ | تاچ‌استون پیکچرز   | ۵۵                | ۳۱٬۹۸۷٬۵۶۳  |
| جی.آی. جین        | ۲۲ اوت ۱۹۹۷    | هالیوود پیکچرز    | ۵۰                | ۹۷٬۱۶۹٬۱۵۶  |
| مرد مقدس          | ۹ اکتبر ۱۹۹۸   | تاچ‌استون پیکچرز   | ۶۰                | ۱۲٬۰۶۹٬۷۱۹  |
| کارآگاه گجت       | ۲۳ ژوئیه ۱۹۹۹  | والت دیزنی پیکچرز | ۹۰                | ۱۳۴٬۴۰۳٬۱۱۲ |